# Scott Weltz
Scott William Weltz (San Jose, 19 de março de 1987) é um nadador norte-americano. 
Se classificou para os 200 metros peito nos Jogos Olímpicos de Londres 2012, onde foi à final.